# SN 1961h
SN 1961h è una supernova extragalattica scoperta dall'astronomo Giuliano Romano nel 1961.
L'oggetto, che si trova nella galassia NGC 4564, venne osservato per la prima volta dopo una serie di altre scoperte da parte dello stesso astronomo.
In seguito, l'oggetto venne seguito anche dall'Osservatorio astrofisico di Asiago.